# Wynau
Wynau – gmina (niem. Einwohnergemeinde) w Szwajcarii, w kantonie Berno, w regionie administracyjnym Emmental-Oberaargau, w okręgu Oberaargau.

## Geografia
Wynau ma powierzchnię 5,07 km², z czego 38,1% jest wykorzystywane w celach rolniczych, 42,2% jest zalesione, 14,8% jest zasiedlone (budynki i drogi), a pozostałe 4,9% stanowią rzeki i lodowce.

## Demografia
Populacja 31 grudnia 2020 wynosiła 1 624, z czego 24,4% to cudzoziemcy. Przez ostatnie 10 lat populacja malała w tempie -6,4%. Większość mieszkańców gminy mówi po niemiecku (89,4%), kolejnymi językami, którymi posługują się mieszkańcy gminy to język albański (4,2%) i włoski (2,2%).

## Transport
Przez teren gminy przebiega droga główna nr 1.